# Daemonosaurus chauliodus
Daemonosaurus chauliodus („démonský ještěr“) byl druh starobylého masožravého dinosaura (teropoda), vzdáleně příbuzného například rodu Coelophysis. Žil na území dnešního Nového Mexika v období nejsvrchnějšího triasu, asi před 205 miliony let. Fosilie tohoto dinosaura byly objeveny v souvrství Chinle a formálně popsány v dubnu roku 2011. Jediným známým druhem je D. chauliodus.

## Popis

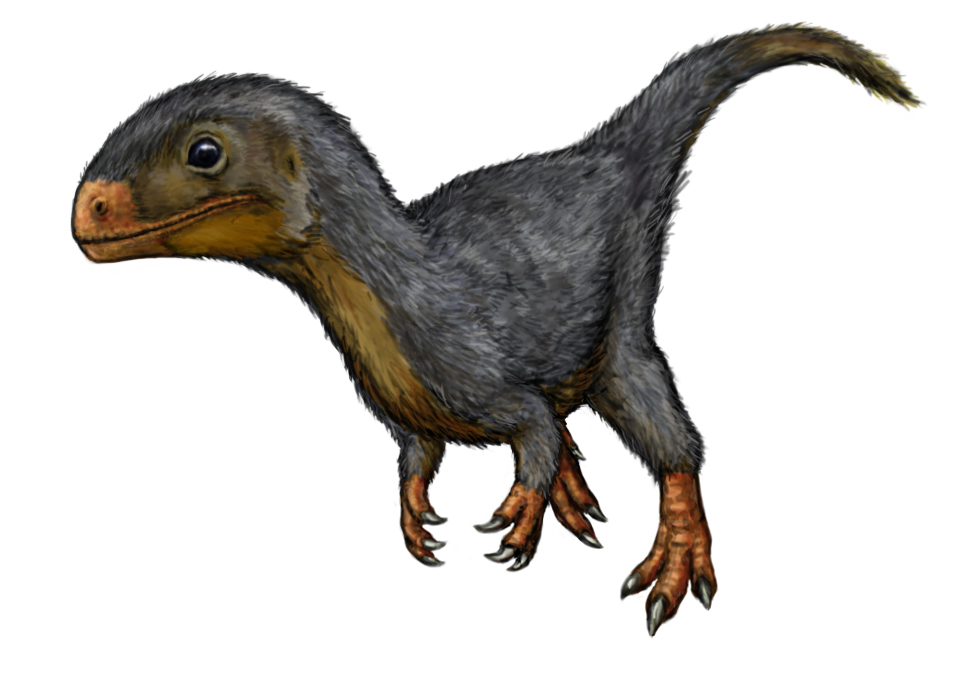
Rekonstrukce zástupce druhu Daemonosaurus chauliodus.

Holotyp (C-4-81) sestává z lebky, několika obratlů a žeber, objevených již v 80. letech minulého století na lokalitě Ghost Ranch. Daemonosaurus zde žil s větším příbuzným rodu célofyzis. Dosahoval pouze asi 2,2 metru na délku a byl to menší dravec, lovící zřejmě drobné obratlovce. Zajímavým znakem byly jeho výrazně zvětšené zuby v přední části horní i dolní čelisti, které poněkud vystupovaly (odtud také druhové jméno dinosaura, znamenající „výrazně ozubený“).

## Klasifikace
Daemonosaurus byl klasifikován jako taxon ležící mimo klad Neotheropoda, je tedy vývojově primitivnější než třeba célofýzis, ale i podstatně starší rody z Argentiny. Blízkým příbuzným by mohl být mírně starší rod Tawa, popsaný ze stejné lokality v roce 2009.